# 합천 삼가 기양루
합천 삼가 기양루(陜川 三嘉 岐陽樓)는 대한민국 경상남도 합천군 삼가면 금리에 있는 조선시대의 누각이다. 1974년 2월 16일 경상남도의 유형문화재 제93호로 지정되었다.

## 개요
옛날 고을 수령들의 연회장으로 쓰였던 건물이라고 하며, 언제 지어졌는지는 알지 못한다. '도계문루' 또는 '폐문루청(廢門樓廳)'라고도 불렸다고 하며 동쪽에 동헌 터가 남아있는 점으로 보아, 삼가현 관아의 문루였던 것으로 보인다.
앞면 3칸·옆면 2칸의 2층 누각으로, 여덟 팔(八)자 모양의 화려한 팔작지붕집이다. 2층 툇마루 밖으로 난간을 둘렀다.
삼가 기양루는 합천군에서 가장 오래된 누각 건물이다.

## 참고 문헌
- 합천 삼가 기양루 - 국가유산청 국가유산포털